# Асулин, Лиор
Лиор Асулин (ивр. ליאור אסולין‎; 6 октября 1980, Раанана, Центральный округ — 7 октября 2023, Реим, Южный округ) — израильский футболист, выступавший на позиции нападающего.

## Игровая карьера
Воспитанник школы клуба «Маккаби» из Герцлии, где прошёл путь от молодёжи до основного состава. С клубом играл в Лиге Леумит, в одном из сезонов забил 28 мячей и стал лучшим бомбардиром сезона. Позже выступал на правах аренды за команды высшей лиги Израиля, среди которых были «Бейтар», «Бней Йегуда», «Бней Сахнин» и «Маккаби» из Петах-Тиквы. С клубом «Бней Сахнин» выиграл Кубок Израиля 2003/04, оформив дубль в финале против «Хапоэля» из Хайфы (3:1).
После сезона 2005/06 президент клуба «Маккаби» (Герцлия) Ариэль Шайман сказал, что Асулину поступали предложения из Франции (от «Марселя» и «Ниццы»), России, Турции, Кипра и Греции, однако игрок отклонил все предложения. В июне 2007 года Асулин заключил 4-летний контракт с клубом «Хапоэль» из Тель-Авива, но в январе 2008 года ушёл в аренду в «Аполлон» из Лимасола, что стало его единственным выступлением за границей. В 2009—2011 годах выступал за «Хапоэль» из Беэр-Шевы.
17 августа 2011 года Асулин заключил контракт с клубом «Хапоэль» из Рамат-Гана в Лиге Леумит, выиграв с ним Лигу Леумит и Кубок Тото в сезоне 2011/12, что позволило клубу выйти в Премьер-Лигу. Он стал также лучшим бомбардиром клуба, забив 14 голов во всех турнирах. 17 июня 2012 года перешёл в «Хапоэль» из Ришон-ле-Циона, выиграв с ним 4 декабря 2012 года Кубок Тото (забил гол в основное время и послематчевый пенальти). Всего за карьеру он провёл 284 матча в Премьер-Лиге Израиля, забив 88 голов.
Журналист Хаим Левинсон писал, что Асулин был «сумасшедшим» и «неуравновешенным» игроком, но обладал страстью, классом, стилем и «звериным голевым чутьём», который при получении мяча мог совершить неожиданный ход.

## Вне футбола
В 2013 году Асулин был задержан прямо во время матча из-за неуплаты алиментов. В 2021 году получил 19 месяцев тюрьмы за продажу наркотиков посредством Telegram, но вышел через 8 месяцев за примерное поведение.
6 октября 2023 года Асулин отправился на музыкальный фестиваль в Реиме, где вечером отметил свой день рождения. Утром он не вышел на связь с родными: как выяснилось, он стал жертвой бойни на музыкальном фестивале, учинённой ХАМАС. Тело игрока было найдено недалеко от границы с сектором Газа.

## Достижения
- Обладатель Кубка Израиля: 2003/2004[англ.]
- Обладатель Кубка Тото: 2011[англ.], 2012[англ.][10]
- Победитель Лиги Леумит: 2011/2012[англ.]